# City of Paris (Schiff, 1889)
Die City of Paris war ein 1889 in Dienst gestelltes Passagierschiff der britischen Inman Line. Sie hielt von Mai 1889 bis zum August 1891 das Blaue Band als schnellstes Passagierschiff auf der Nordatlantikroute inne und war das Schwesterschiff der City of New York, die vor allem wegen ihrer Beinahe-Kollision mit der Titanic im April 1912 bekannt wurde. Die City of Paris fuhr seit der Fusion der Inman Line mit der American Line im Jahre 1893 unter dem Namen Paris. Sie wurde im Laufe ihrer Dienstzeit mehrfach umbenannt, ehe sie 1920 ausgemustert und drei Jahre später im italienischen Genua abgewrackt wurde. Die City of Paris war das letzte für die Inman Line gebaute Passagierschiff.

## Planung und Bau
Die City of Paris und ihr Schwesterschiff City of New York wurden als Antwort für die Neubauten der britischen Reedereien White Star Line und Cunard Line geplant und von der Pennsylvania Railroad mitfinanziert. Das Aussehen der neuen Schiffe beruhte auf einer leicht vergrößerten Version der City of Rome, die 1881 in Dienst gestellt wurde.
Die Neubauten besaßen einen eleganten Klipperbug, der ebenfalls vom Vorgängerschiff City of Rome übernommen wurde. Zur Ausstattung der Schwesterschiffe gehörten Bäder mit fließend Warmwasser, elektrische Ventilatoren sowie elektrisches Licht. Die Räumlichkeiten Erster und Zweiter Klasse wie der Rauchsalon oder die Bibliothek waren mit Walnussholz vertäfelt. Der Speisesaal Erster Klasse besaß eine Glaskuppel, um natürliches Licht in den Innenraum des Schiffes zu lassen.
Die City of Paris wurde unter der Werftnummer 241 bei John Brown & Company (damals noch James & George Thomson) in Clydebank gebaut und am 20. Oktober 1888 vom Stapel gelassen. Im April 1889 wurde das Schiff schließlich an die Inman Line abgeliefert.

## Dienstzeit

### Die ersten Dienstjahre
Die City of Paris wurde am 3. April 1889 auf der Nordatlantikroute von Liverpool nach New York in Dienst gestellt. Einen Monat später gewann sie das Blaue Band in beide Richtungen mit einer durchschnittlichen Geschwindigkeit von 19,95 Knoten.
Am 25. März 1890 brach während einer weiteren Überfahrt eine der beiden Schraubenwellen des Schiffes. Durch den Vorfall wurde der Rumpf der City of Paris beschädigt, wodurch beide Maschinenräume des Schiffes überflutet wurden. Die City of Paris wurde in den nächsten Hafen geschleppt. Die Reparaturarbeiten am Schiff dauerten ein Jahr lang an.
Im Juli 1891 wurde der Geschwindigkeitsrekord der City of Paris in westlicher Richtung von der zur White Star Line  gehörenden Majestic gebrochen. Im August brach das Schwesterschiff Teutonic auch den Geschwindigkeitsrekord in östlicher Richtung, wodurch die City of Paris das Blaue Band verlor.
Die City of Paris blieb im Dienst für Inman, bis die Reederei 1893 von der American Line übernommen wurde. Die City of Paris lief fortan unter amerikanischer Flagge und wurde in Paris umbenannt, blieb jedoch weiterhin auf der Nordatlantikroute in Fahrt.

### Spanisch-Amerikanischer Krieg

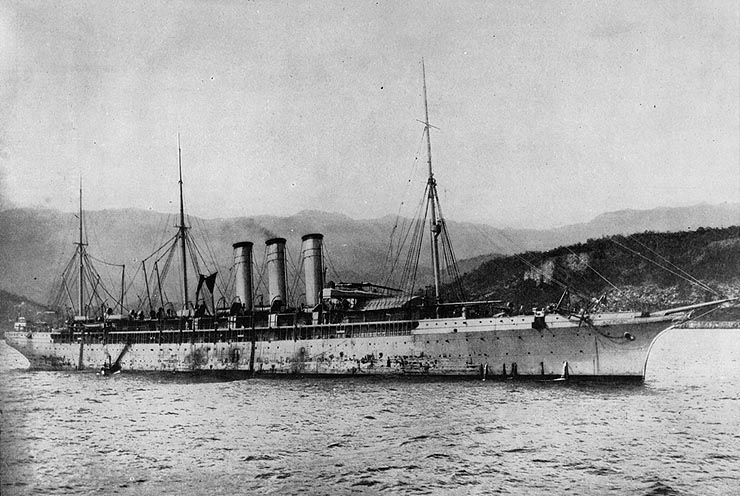
Als Truppentransporter Yale

Zehn Tage vor Ausbruch des Spanisch-Amerikanischen Krieges beschlagnahmte die US-Regierung die Paris zusammen mit den anderen Passagierschiffen der Reederei, um sie zu Truppentransportern umzurüsten. Innerhalb von nur drei Tagen wurde das mittlerweile in Yale umbenannte Schiff mit Bordgeschützen ausgestattet und für den Kriegseinsatz umgebaut. In den kommenden Monaten diente das Schiff zum Transport von Truppen, bis es im August 1898 wieder an die American Line übergeben wurde.

### Rückkehr in den Passagierdienst

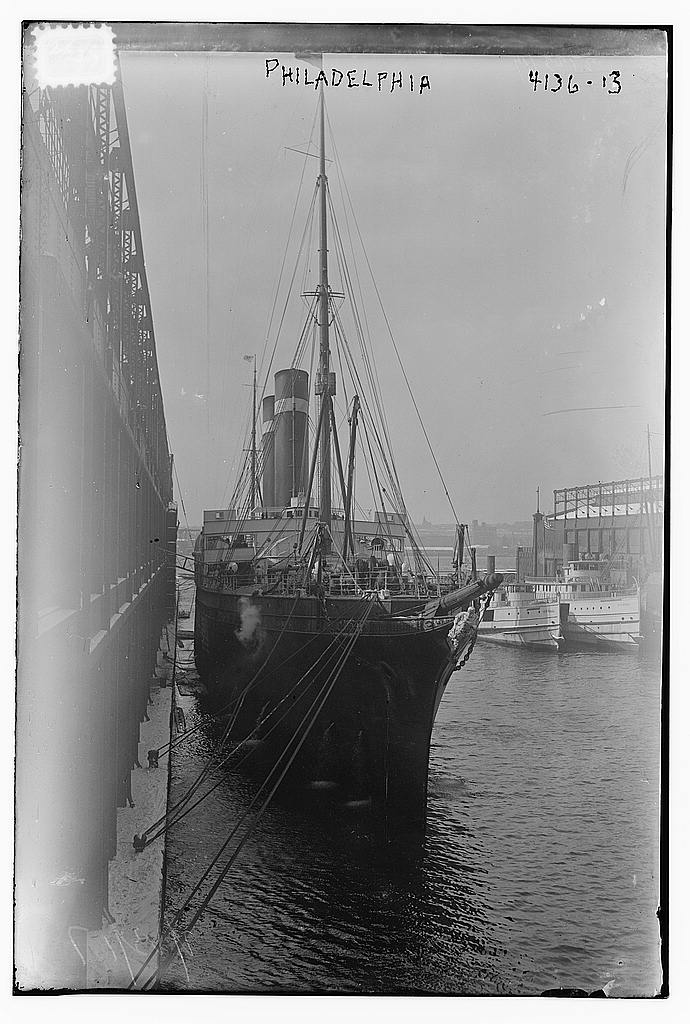
Als Philadelphia

Im Dezember 1898 kehrte die Paris in den Passagierdienst zurück. Bereits auf ihrer ersten zivilen Fahrt nach dem Einsatz als Truppentransporter geriet sie in die Schlagzeilen, als sie 22 von 23 Besatzungsmitglieder des britischen Tankers Vindobala rettete, der in rauer See gesunken war.
Während einer weiteren Überfahrt in westlicher Richtung lief die Paris am 21. Mai 1899 mit 370 Besatzungsmitgliedern and 386 Passagieren an Bord aufgrund starken Nebels vor der Halbinsel The Lizard an der Küste Cornwalls auf Grund. Da sie zunächst als ein Totalschaden galt, blieb sie zwei Monate lang vor der Küste liegen, ehe sie am 11. Juli 1899 stark beschädigt zur Reparatur nach Belfast geschleppt wurde. Die Reparaturarbeiten wurden für eine Modernisierung des in die Jahre gekommenen Schiffes genutzt. So wurden unter anderem die drei Schornsteine durch zwei höhere ersetzt. Außerdem erhielt das Schiff eine neue Maschinenanlage. Im August 1901 wurde die Paris unter dem neuen Namen Philadelphia wieder in Dienst gestellt.
1913 wurde die Philadelphia abermals umgebaut und fortan als Auswandererschiff eingesetzt, wodurch die erste Klasse des Schiffes wegfiel. Da die Philadelphia anfangs neutral war, konnte sie auch in den ersten Jahren des Weltkriegs profitabel eingesetzt werden. Nach dem Eintritt der Vereinigten Staaten in den Krieg wurde sie jedoch abermals beschlagnahmt und als Truppentransporter unter dem Namen Harrisburg eingesetzt.
Im September 1919 kehrte das Schiff wieder als Philadelphia in den zivilen Dienst zurück und blieb für weitere neun Monate im Dienst zwischen New York und Southampton, ehe sie im Juni 1920 ausgemustert wurde. Nach zwei Jahren Aufliegezeit wurde das Schiff nach Italien gebracht und sollte anschließend als Linienpassagierschiff im Mittelmeer eingesetzt werden, was jedoch nicht verwirklicht wurde. Stattdessen wurde die Philadelphia in Neapel aufgelegt und 1923 gemeinsam mit ihrem Schwesterschiff in Genua abgewrackt.